# Coll de Juell (Fillols)
El Coll de Juell, o del Juell, és una collada dels contraforts nord-orientals del Massís del Canigó, a 897,5 metres d'altitud, en el límit dels termes comunals de Fillols i de Vernet, tots dos a la comarca del Conflent, de la Catalunya del Nord.
Està situat a la zona central - sud del terme de Fillols, i al central - nord del de Vernet. És al sud del poble de Fillols i a l'est del de Vernet.